# Duryodhana
Duryodhana var i indisk mytologi fosterbror och mycket svartsjuk antagonist till Pandavas.
Det berättas hur Duryodhana planerade att mörda Pandavas genom att sätta eld på deras hus. Dessa varnas dock av sin farbror och kan fly in i skogen förklädda till Brahminer. I kriget som följde begärde båda sidorna stöd hos Krishna.